# 特富野部落
特富野部落，位於臺灣嘉義縣阿里山鄉達邦村，是原住民族委員會核定的一個鄒族部落，舊稱知母朥社或知母朥大社，與達邦部落同為鄒族現存的兩大社之一。

## 地理位置
該部落範圍今屬臺灣嘉義縣阿里山鄉達邦村8-12鄰，位於曾文溪上游長谷川溪及伊斯基安那溪兩支之間的河階台地，與達邦部落之間有伊斯基安那溪相隔。

## 歷史
關於特富野的早年歷史，幾乎都以口傳歷史的形式留下。在特富野的創世神話中，天神哈莫（Hamo）降落玉山後，搖落楓葉，創造了鄒族人，並繁衍出了個氏族。後來發生大洪水，人們逃到玉山避難，洪水退去後，天神在山林中踩出腳印，族人便歸隨這些腳印定居，其中第一個腳印即是特富野。根據特富野的口述歷史，當時尼雅后撒氏族（Niahosa，今漢姓梁家、陳家）自玉山向西遷往南投縣信義鄉和社溪一帶。經過很長一段時間後，有一部分的族人南下穿越清水溪，翻越塔塔加鞍部，到達現今的特富野。尼雅后撒家在此生根後，便於此地建立「庫巴」（Kuba，男子會所），並邀請亞細卡納氏族（Yaisikana，漢姓石家）、雅達烏猶卡那氏族（Yatauyongana，漢姓高家）、特士庫家（Tosku，漢姓杜家）、汪家（Yavaiyaana）等氏族共組部落，而這些氏族在瑪雅斯比（mayasvi）及收穫祭（homeyaya）等祭典上，仍能有其特殊地位。而首先建立特富野社的梁家，也自然擁有對部落的實際領導權，成為「別雍西」（peongsi，部落領袖）。然而梁家行事風格專斷，且會欺壓其他氏族，甚至在豆花之祭（mee fo'na）時當眾侵犯民家少女，導致少女受辱而跳崖自殺。後來汪家的阿給亞姆馬（Ak'e yam'um'a）推翻梁家的領袖地位，自此汪家成為別雍西氏族迄今。

## 政治
在日治時期之前，鄒族共有達邦（Tapangʉ）、特富野（Tfuya）、魯富都（Luhtu）、伊姆諸（Imucu）四個大社，彼此之間處於時而分立又相互聯合的狀態。在鄒族族群政治結構中，大社（Hosa）為鄒族的政治與祭儀單位，大社下面會領導數個小社（lenohi`u）。大社必須要有能力舉辦所有的傳統祭儀，和擁有獨立的「庫巴」。後來魯富都及伊姆諸逐漸衰亡，如今僅有達邦及特富野兩座大社。

### 分支
隸屬於特富野的小社有來吉（lalaci）、樂野（lalauya）、石埔有（cipu'u）、毋荖菸（meoina）、竹腳（pcopcoknu）等五社。

## 氏族
特富野部落由各氏族（aemana）所構成，氏族內不可通婚，氏族下可能會有亞氏族的存在，其內也不可互相通婚。
| 氏族                         | （亞氏族）              | 漢姓 | 備註                                          |
| ---------------------------- | ----------------------- | ---- | --------------------------------------------- |
| 尼雅后撒（Niahosa）          |                         | 梁   |                                               |
|                              | 阿庫亞亞納（Akuyayana） | 陳   |                                               |
| 亞細卡納氏族（Yaisikana）    |                         | 石   |                                               |
|                              | Voyuana                 | 石   |                                               |
| 雅達烏猶卡那（Yatauyongana） |                         | 高   |                                               |
| 特士庫（Tosku）              |                         | 杜   |                                               |
| 雅瓦伊亞納（Yavaiyaana）     |                         | 汪   | 部落首領家族，因此又稱為別雍西家族（peongsi） |
| 亞細允古（Yasiyungu）        |                         | 安   |                                               |
|                              | 慕噶納納（Muknana）     | 武   | 自亞細雲古家分出                              |
|                              | 迪雅奇安納（Tiaki'ana） | 鄭   | 亞細雲古家之養子、異族                        |
|                              | 亞薩奇耶（Yasakiei）    | 洋   | 自亞細雲古家分出                              |
|                              | Teneoana                | 田   | 亞細雲古家養子                                |
| Tuthusana                    |                         | 朱   |                                               |
| 優路拿納（Yulunana）         |                         | 湯   |                                               |
| Luheacana                    |                         | 羅   |                                               |
| 博伊哲努（Poiconu）          |                         | 浦   |                                               |
| Yapsuyongana                 |                         | 葉   |                                               |

## 祭儀
目前特富野社尚保留的祭儀包含瑪雅斯比（Mayasvi）、收穫祭（Homeyaya）、播種祭（Miapo）。其中瑪雅斯比屬於全部落性的祭典，後兩者則屬於家族性的祭典。

### 小米播種祭
小米播種祭為鄒族歲時祭儀中，每年最早舉行的一個。該祭儀屬於家族性的祭儀，傳統上以女子主持之，目前則無此限制。通常在聖誕節後至元旦期間舉行，以小米播種儀式祈求小米豐收。

### 小米豐收祭
小米（ton'u）為鄒族人的過去主食，因此有許多配合小米生長時序的相關祭儀。而獵祭、河祭、路祭等其他重要祭儀，也是小米週期儀式為中心舉辦，這些祭儀接合稱小米祭儀（mee ton’u）。日治時期以前，特富野社的小米祭是在每年第七個月圓到第八個月圓間的一個月間舉行，並會根據當年的事件，決定是否舉行瑪雅斯比。過去小米祭的時長可達一個月，但在日本政府的管控下，祭儀時間方才逐步縮短。如今特富野社的小米祭僅有一日，達邦社則為兩日。

### 瑪雅斯比
瑪雅斯比的時間約在二月或八月，在鄒族中僅有達邦及特富野社舉行。瑪雅斯比舉行的時機，大致有三種：其一是出草或征戰歸來，其二是修葺會所，其三是在小米收穫祭後，視當年是否有重大變故或災厄而舉行。在特富野部落，該祭儀會於「庫巴」前的廣場前舉行，並祭祀天神哈莫、軍神亞伐霏歐（yi'afafeoi）、司命神波送弗依（bosonfihi），以及過去遭到馘首的人頭靈魂（hitsu）。祭典由迎神曲開始，在三天二夜的歌舞後，於最後一日午夜十二時吟唱送神曲結束。
如今的瑪雅斯比源自於早期的敵首祭儀（mee hangʉ），在鄒族尚有獵首（yofngu）習俗時，特富野社會於小米豐收祭後舉辦路祭（smoceonʉ），修繕道路並出草獵首。如果有成功獲得敵人的人頭（hangʉ），便會將人頭插在樹上，並切下一小塊豬肉放在另一根竹竿餵食人頭，之後將竹竿插在神樹上，並取下人頭放在廣場中央。此時獵得人頭的戰士會擔任主祭者，以人頭為中心跳舞，跳了五圈之後，眾人再將人頭放入庫巴的敵首籠中。此時五大家族會將各自的小米酒倒在一起，用於祭祀敵首籠內的人頭。經過一連串儀式後，會舉辦成年禮。日治時期的人類學者鳥居龍藏和森丑之助為當時曾分別進入特富野社和達邦社的庫巴中，盜取兩社敵首籠中的頭骨帶回東京大學標本室研究。森丑之助在偷了五顆頭顱後，深感不安，在十一年後寫了〈偷竊骷髏懺悔錄〉一文。
後來在日本政府的威逼利誘之下，鄒族終於放棄了獵首行為，但仍以過去保存的人頭繼續進行獵首祭儀。1936年4月2日，特富野社在丸山警部補與其他職員的見證下，將過去保存的數百顆人頭全數掩埋。在缺乏實質敵首的狀況下，社群長蒐集了部分相關祭儀，並將原先敵首祭儀重新擷取，整理成瑪雅斯比。「瑪雅斯比」原先指的是敵首祭儀中輪舞的一部份，但後來以此稱呼整個祭儀。到了1950年代，長老教會及真耶穌教會進入特富野部落，該部落遂於1957年停辦，赤榕神樹（yono）也被撒鹽枯死，並被牧師砍除。後來對原住民信仰相對較寬容的天主教來到部落，特富野天主堂的德國籍神父傅禮士（Fr. Rudolph Frisch）努力勸說部落恢復瑪雅斯比，並於1976年在庫巴舉行彌撒。在傅禮士的勸說和返鄉青年的努力下，長老及領袖汪光洋重新栽植神樹，恢復了瑪雅斯比。在瑪雅斯比復辦初期，儘管籌備會堅持以傳統儀式辦理，但在正典外也加入了山地文物展示、擴大歌舞節目、歌舞競賽，及農產品攤位等等。長期的中斷導致各氏族的傳家歌曲遭到遺忘，也使特富野部落相較達邦部落的瑪雅斯比，多了一層表演性質，神聖性與禁忌較不受重視。

## 著名人物
傳說人物：
- 阿給亞姆馬（Ak'e yam'um'a）
- 雅伊布谷（Yaipuku）

近代人物：
- 高一生（'Uongʉ、'Uong'e Yata'uyungana、'Uyong'e Yata'uyungana）：教育家、政治家、思想家、音樂家、詩人。1954年白色恐怖時期因高山族匪諜案受難。
- 浦忠成（Pasuya Poiconu）：曾任中華民國總統府原住民族歷史正義與轉型正義委員會召集人、考試院考試委員、國立東華大學原住民民族學院院長
- 浦忠義 （Voyu Poiconu）：曾任中華民國行政院原住民族委員會文化園區管理局主任秘書.
- 浦忠勇（Tibusungu'e Poiconu）：國立中正大學台灣文學研究所助理教授
- 浦忠勝（Yapasuyongu Poiconu）：曾任曾任中華民國原住民族委員會專門委員

## 知名地標
- 水山古道
- 竹林古道
- 特富野古道
- 拉拉喀斯瀑布

## 圖像

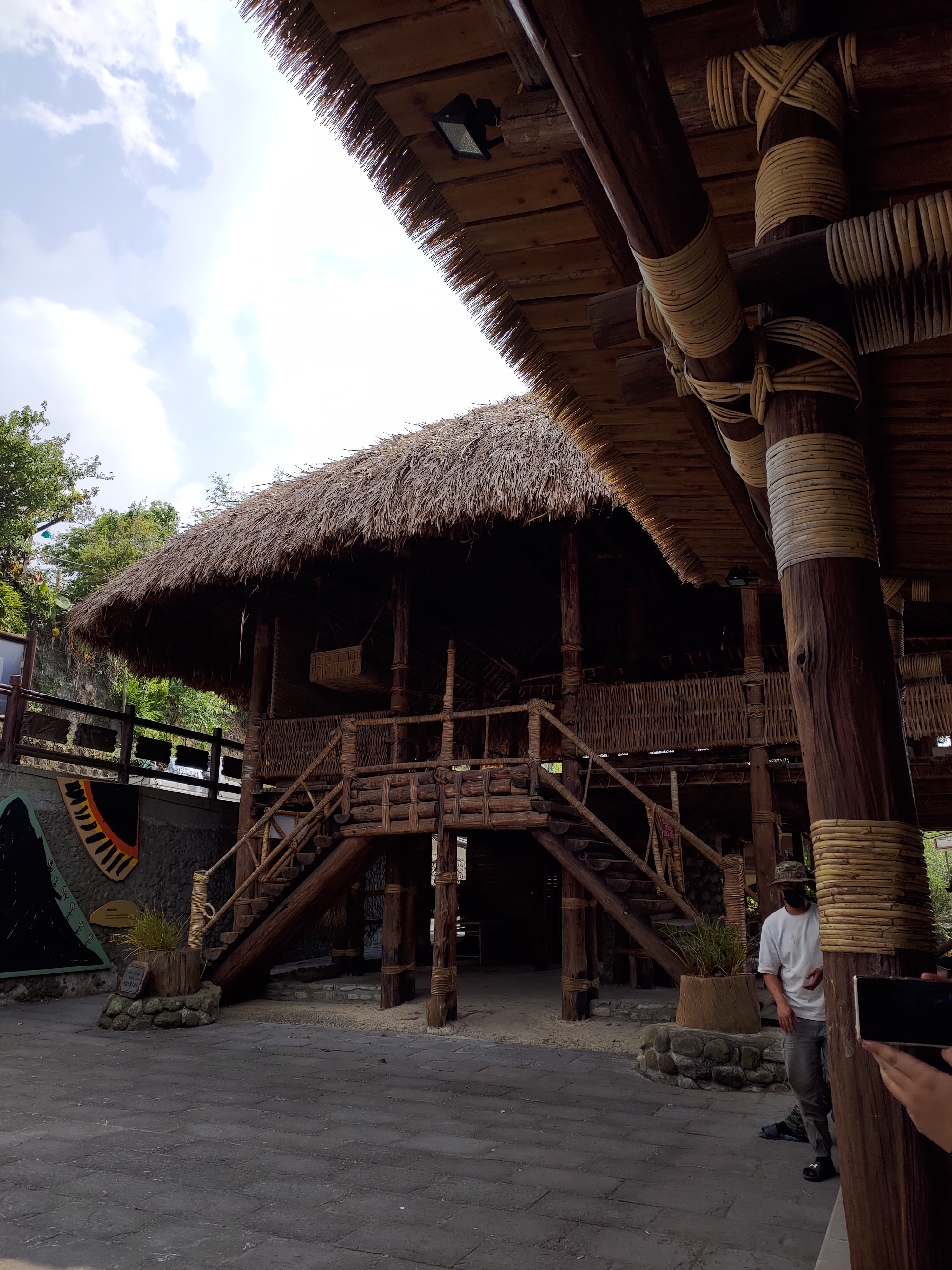
特富野部落男子會所
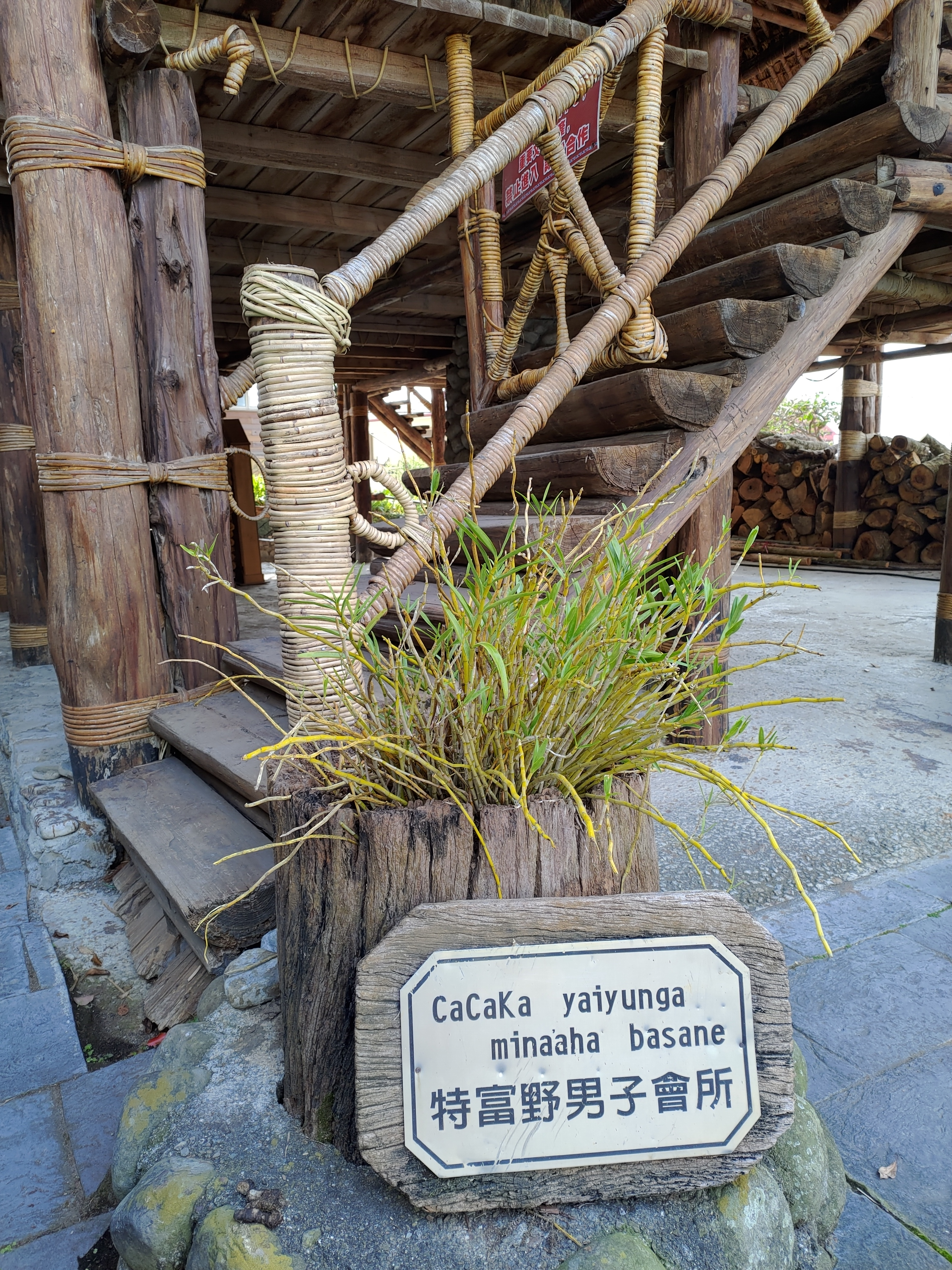
特富野部落「庫巴」前的金草石斛蘭（Dendrobium chryseum），會所前必須要種植該植物才代表庫巴具有功能。
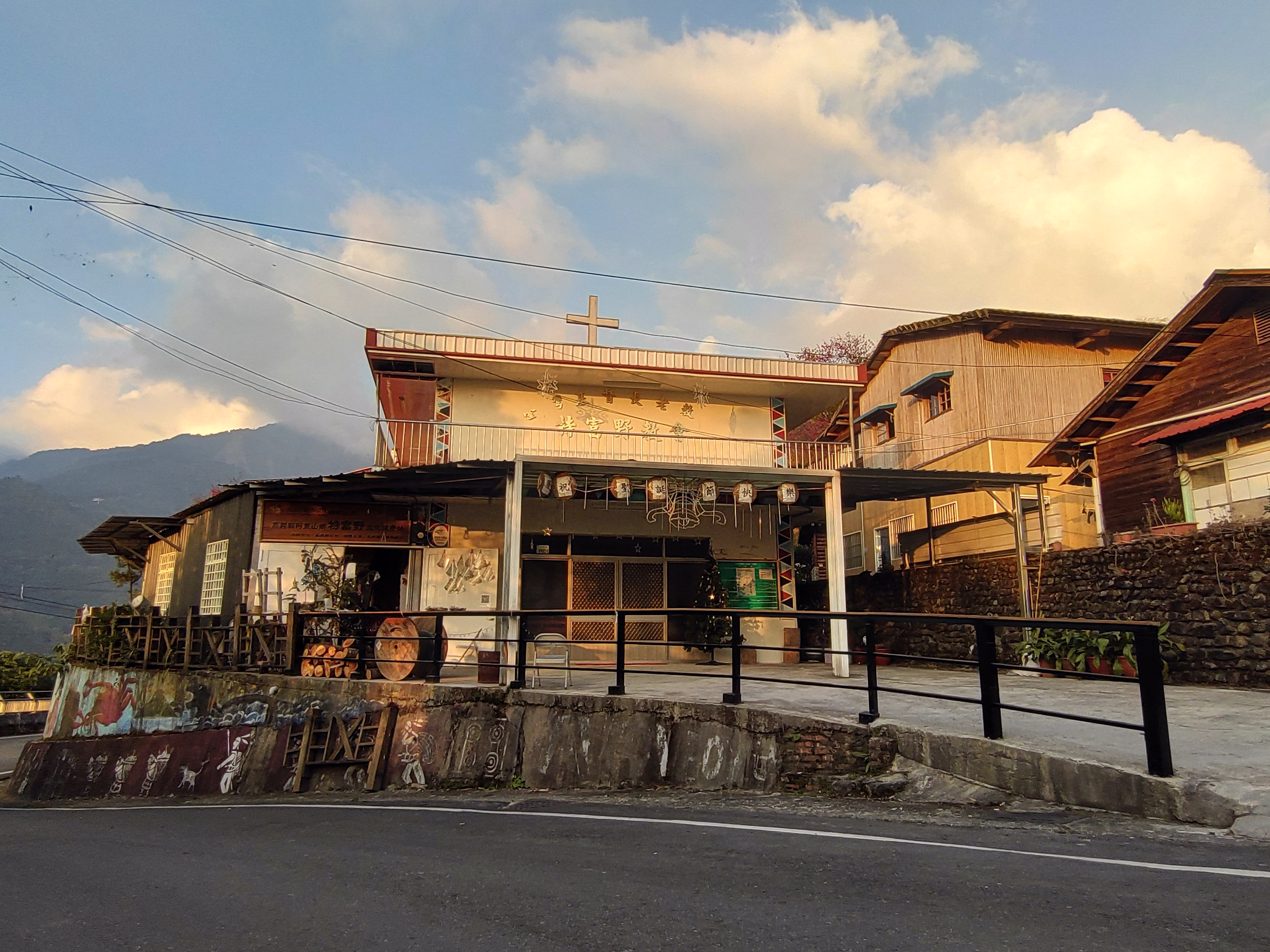
特富野長老教會